# 10 років Чорнобильської катастрофи (монета)
«10 ро́ків Чорно́бильської катастро́фи» — пам'ятна монета номіналом 200 000 карбованців, випущена Національним банком України. Випущені до десятої річниці вшанування пам'яті про катастофу на Чорнобильській атомній електростанції.
Монету введено в обіг 25 квітня 1996 року. Вона належить до серії «Інші монети».

## Опис та характеристики монети
| Номінал карб. | Метал                 | Маса, грам | Діаметр, мм. | Якість виготовлення | Гурт     | Тираж, штук |
| ------------- | --------------------- | ---------- | ------------ | ------------------- | -------- | ----------- |
| 200 000       | мідно-нікелевий сплав | 14,35      | 33,0         | пруф-лайк           | рифлений | 250 000     |

### Аверс

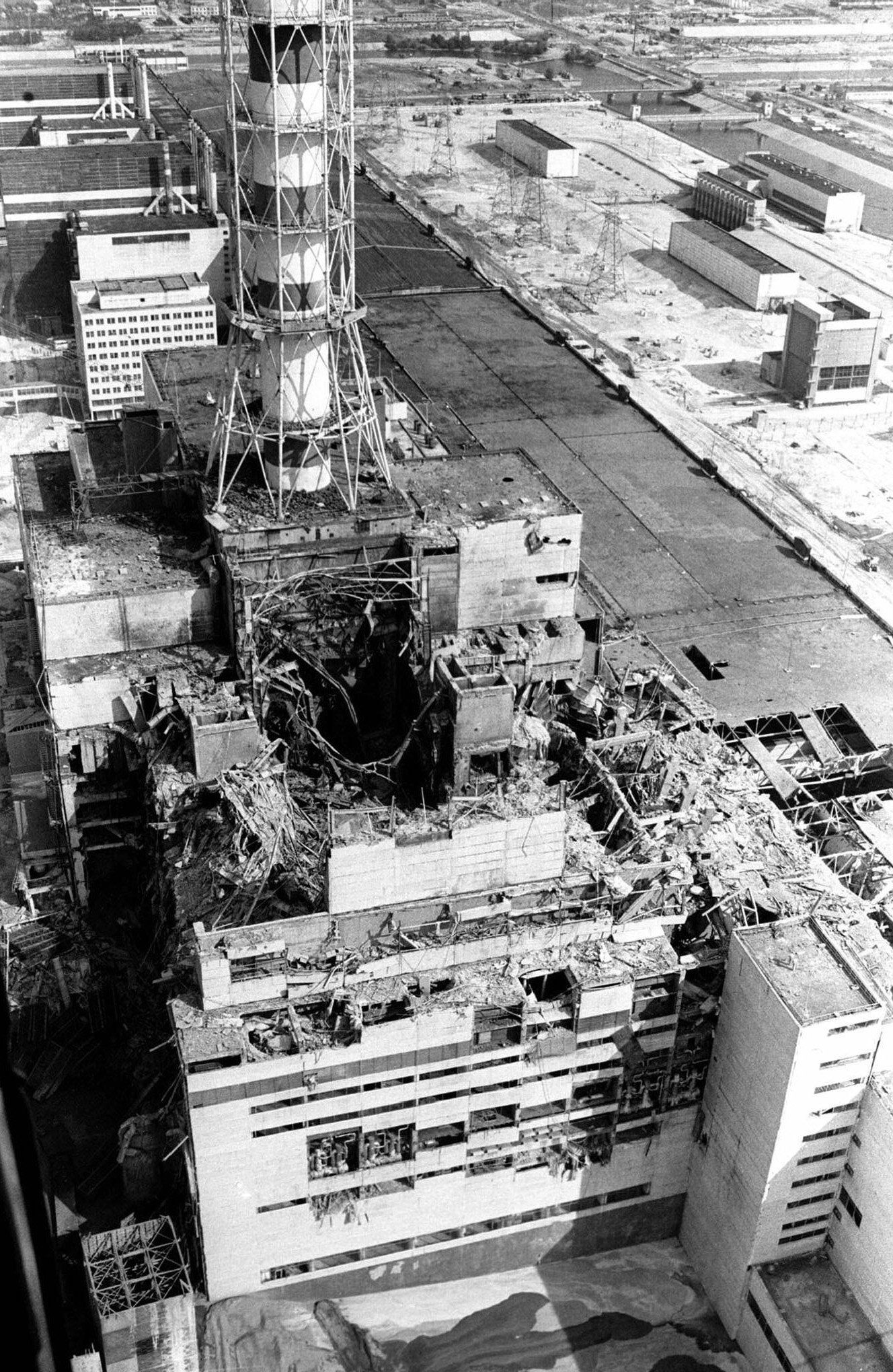
4 реактор ЧАЕС після катастрофи, фото зроблене з гелікоптера 27 квітня 1986 року

На аверсі монети в центрі кола, утвореного намистовим узором, знаходиться зображення малого Державного Герба України в обрамленні з двох боків гілками калини. Над гербом розміщена дата «1996» — рік карбування монети. По колу монети написи: вгорі «НАЦІОНАЛЬНИЙ БАНК УКРАЇНИ», внизу у два рядки: «200000» «КАРБОВАНЦІВ».

### Реверс
На реверсі монети в центрі розміщено зображення дзвону, на вінці якого написано слово «ЧОРНОБИЛЬ». Під дзвоном зображена стрічка з написом на ній «1986-1996». На другому плані зображені журавлі у польоті: три — ліворуч і два — праворуч від дзвону. Вгорі по колу монет напис: «ТРАГЕДІЯ ПОДВИГ ЗАСТЕРЕЖЕННЯ». Слова в написі відокремлені одне від одного і від стрічки крапками.

## Автори
- Художники: Івахненко Олександр (аверс), Міненок Сергій (реверс),
- Скульптор — Полдауфова Марія.

## Вартість монети
Під час введення монети в обіг 1996 року, Національний банк України розповсюджував монету за її номінальною вартістю — 200000 карбованців.
Фактична приблизна вартість монети, з роками змінювалася так:
| Рік        | 2005 | 2006 | 2007 | 2008 | 2009 | 2010 | 2011 | 2012 | 2013 | 2014 | 2015 | 2016 | 2017 | 2018 | 2019 | 2020 | 2021 | 2022 | 2023 | 2024 | 2025 |
| ---------- | ---- | ---- | ---- | ---- | ---- | ---- | ---- | ---- | ---- | ---- | ---- | ---- | ---- | ---- | ---- | ---- | ---- | ---- | ---- | ---- | ---- |
| Ціна, грн. | 3    | 5    | 10   | 15   | 15   | 15   | 15   | 10   | 10   | 10   | 20   | 25   | 25   | 30   | 30   | 35   | 50   | 70   | 110  | 150  | 200  |